# Demarat de Corint (client de Filip II)
Demarat de Corint (en llatí Demaratus, en grec antic Δημάρατος) fou un corinti unit per llaços d'hospitalitat amb la família de Filip II de Macedònia.
Va ser per la mediació de Demarat que Alexandre va tornar a casa des d'Il·líria quan el príncep es va barallar amb el seu pare pel casament d'aquest amb Cleòpatra el 337 aC.